# 미코얀 MiG-31
미코얀 MiG-31(키릴 문자: МиГ-31, Mikoyan MiG-31, NATO 코드명 Foxhound)은 MiG-25를 대체하기 위해 개발된 초음속 요격 전투기이다. 최대 이륙중량은 46톤이다.

## 성능
미그-31은 공대지 능력은 전무했지만, 공중전에서는 탁월한 성능을 지니고 있었다. 최고속력 마하 2.83에 탐지거리가 400 km에 달하는 고성능의 요격기로 알려져 있다.

## 시리아 도입설
2007년, 시리아 공군이 미그-31을 주문했다. 2015년, 터키는 미그-31 6대가 시리아 공군에 인도되었다고 보도했다. 러시아는 부인했다. 러시아는 한국에 무기를 팔 때도 무기 목록을 비공개로 하는 등, 무기 수출입 내역을 외부에 공개하는 것을 꺼려한다.

## 킨잘 미사일
2018년 3월 1일, 푸틴 대통령이 킨잘 미사일을 전격 공개했다. 개량형 미그-31에서 발사된다. 원래 미그-31은 공대지 폭격 모드는 없는 순수 요격기였다. 러시아 공군은 킨잘 시험 운용을 위한 MiG-31 비행편대를 2017넌 12월부터 남부 군관구에 배치했다.
킨잘은 지상과 해상 목표물을 타격한다. 사거리는 2000 km이며, 핵탄두와 재래식 탄두가 가능하고, 마하 10의 속도에 레이다 탐지 회피 기능이 탁월하고 기동성이 뛰어나다.
2018년 3월 11일, 러시아 국방부는 동영상 공개와 함께 킨잘 시스템을 완벽하게 만들기 위해 올해 들어서만 250 차례 미그-31 전투기가 출격했다고 소개했다.러시아는 킨잘 미사일로 인해 미국의 MD가 뚫렸다고 주장한다. 미국은 부인했다.

## 보유국
- 러시아 - 200대
- 카자흐스탄 - 29대
- 시리아 - 6대, 러시아는 부인한다.

## 언론보도
2009년 3월 초, 미국 국방정보국(DIA)의 마이클 메이플스 국장(육군 중장)이 미 상원 군사위원회 청문회에 출석해, 가까운 시일에 시리아가 미그-31E와 미그-29M을 도입할 것이라고 말했다.
2010년 5월, 인텔코리아(대표 이희성)가 아시아태평양 지역 10개국에서 각각 1명씩 선발해 1주일간 러시아 탐방을 비롯, 미그-31에 직접 탑승해 성층권에서 14시간 비행체험을 하는 여행권을 제공했다. 한국에서는 온게임넷 김창선 해설 위원이 선정되었다.
2013년, 미코얀 사는 미그-31을 대체하기 위해 미그-41 개발에 착수했다. 2025년 대량생산을 시작할 계획이며, 최고속도는 마하 4.3까지 달해, 러시아가 개발 중인 첨단 방공미사일 시스템인 S-500 이외 세계에는 어떤 무기체계도 미그-41을 격추시킬 수 없을 것이라고 러시아 관영 스푸트니크 지가 보도했다. 러시아 공군은 미그-31 최소 122대가 오는 2028년에 노후화로 교체 될 필요가 있다고 판단한다.

## 제원(MiG-31)
일반 특성
- 승무원: 2명 (조종사 및 화기관제사)
- 길이: 22.69 m
- 날개 폭: 13.46 m (44 ft 2 in)
- 높이: 6.15 m (20 ft 2 in)
- 날개 넓이:  61.6 m² (663 ft²)
- 공체 무게: 21,820 kg (48,100 lb)
- 선적시 무게: 41,000 kg (90,400 lb)
- 최대 이륙 중량: 46,200 kg (101,900 lb)
- 동력: 소련제 D-30F6 엔진 2기,

성능
- 최대 속도:
  - 1,500 km/h (930 mph) 저고도
  - 3,000 km/h (1,860 mph) 고고도
- 전투행동반경: 720 km (450 mi)
- 순항거리: 3,300 km (2,050 mi)
- 최고고도: 20,600 m (67,600 ft)
- 상승률: 12,500 m/min (41,000 ft/min)

무장
- GSh-6-23 23mm 기관포 1정 (표준 260발, 최대 800발)
- 공대공 미사일
  - 빔펠 R-33(AA-9 아모스) 장거리 4발
  - 빔펠 R-77(AA-12 애더, 암람스키), 중거리 4발
  - 비스노바트 R-40(AA-6 'Acrid') 중거리 2발
  - 빔펠 R-73(AA-11 아처) 단거리 4발
  - 빔펠 R-60(AA-8 아피드) 단거리 4발
- 공대지 미사일
  - 킨잘 미사일 1발, 사거리 2000 km, 마하 10
  - Kh-31P, 사거리 110 km, 마하 3.5
  - Kh-58 대레이다 미사일 4발, 사거리 260 km, 마하 3.6

## 같이 보기
- 미코얀-구레비치 MiG-25
- 그루먼 F-14 톰캣
- 맥도널 더글러스 F-15 이글
- 파나비아 토네이도 ADV
- 수호이 Su-27